# Lijst van Duitse ambassades
Hieronder een lijst van Duitse ambassades. Deze lijst is niet compleet.

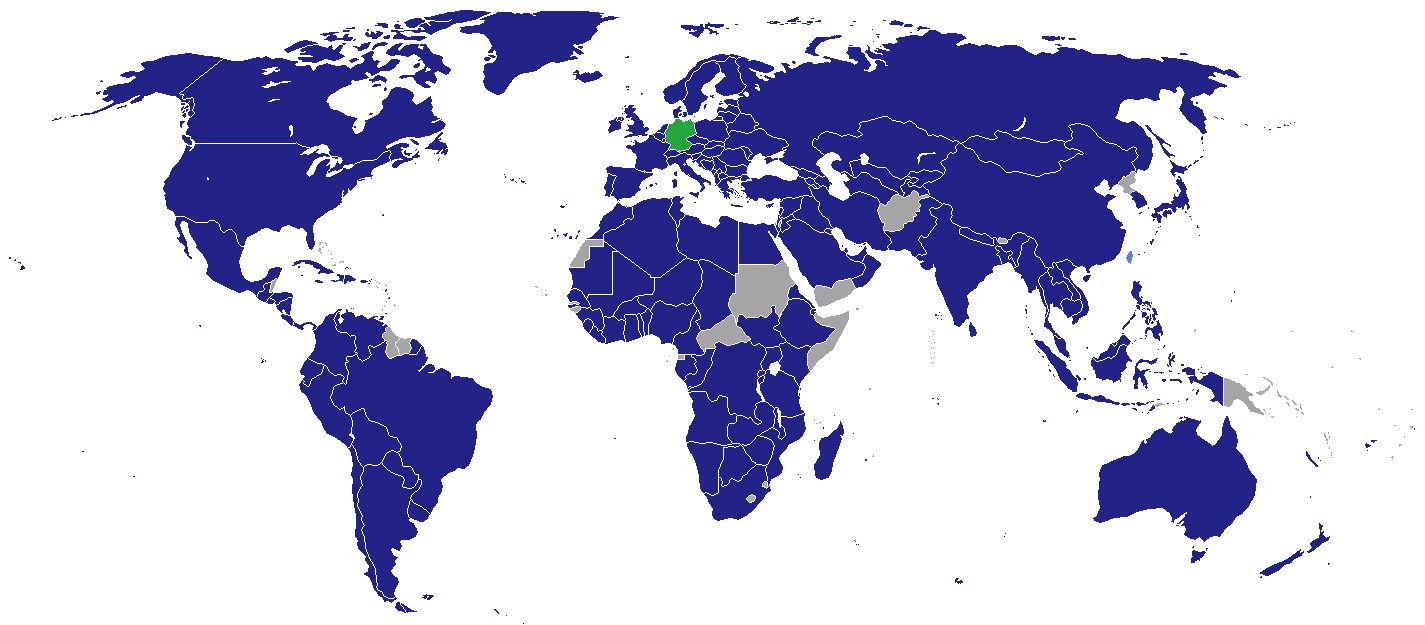
Ambassades van Duitsland

## Europa
- Albanië
  - Tirana
- België
  - Brussel
- Bosnië en Herzegovina
  - Sarajevo
  - Banja Luka (ambassade buitenpost)
- Bulgarije
  - Sofia
- Denemarken
  - Kopenhagen
- Estland
  - Tallinn
- Finland
  - Helsinki
- Frankrijk
  - Parijs
  - Lyon (consulaat-generaal)
  - Marseille (consulaat-generaal)
  - Straatsburg (consulaat-generaal)
  - Bordeaux (consulaat)
- Hongarije
  - Boedapest
- Ierland
  - Dublin
- IJsland
  - Reykjavik
- Italië
  - Rome
  - Milaan (consulaat-generaal)
  - Napels (consulaat-generaal)
- Kosovo
  - Pristina
- Kroatië
  - Zagreb
- Letland
  - Riga
- Litouwen
  - Vilnius
- Luxemburg
  - Luxemburg
- Noord-Macedonië
  - Skopje
- Malta
  - Valletta
- Moldavië
  - Chisinau
- Montenegro
  - Podgorica

- Nederland
  - Den Haag
  - Amsterdam (consulaat-generaal)
- Noorwegen
  - Oslo
- Oekraïne
  - Kiev
- Oostenrijk
  - Wenen
- Polen
  - Warschau
  - Gdansk (consulaat-generaal)
  - Krakow (consulaat-generaal)
  - Wroclaw (consulaat-generaal)

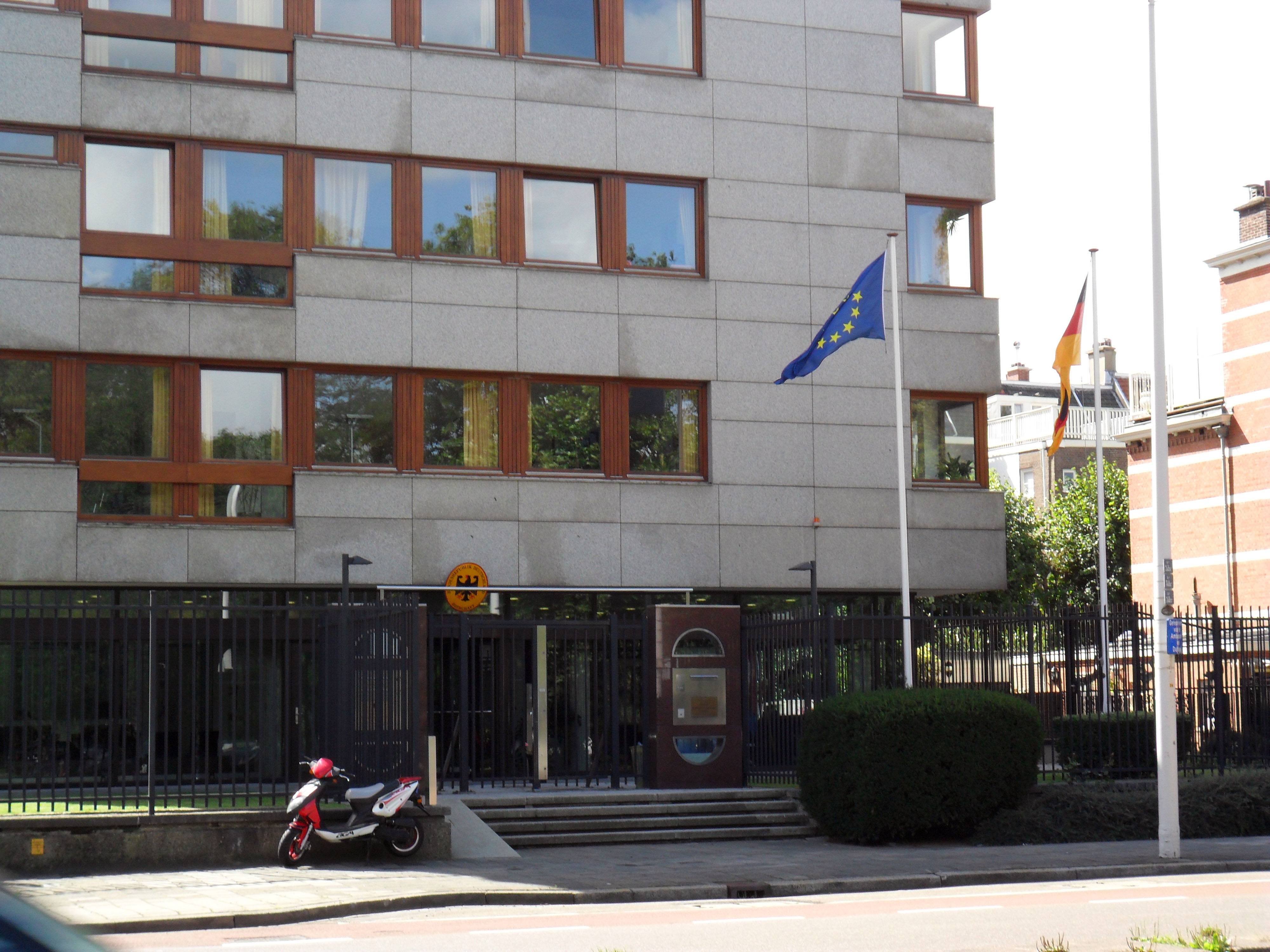
De Duitse ambassade in Den Haag

  - Opole (buitenpost van de consulaat-generaal in Wroclaw)
- Portugal
  - Lissabon
  - Porto (consulaat)
- Roemenië
  - Boekarest
  - Sibiu (consulaat-generaal)
  - Timișoara (consulaat)
- Rusland
  - Moskou
  - Kaliningrad (consulaat-generaal)
  - Novosibirsk (consulaat-generaal)
  - Sint-Petersburg (consulaat-generaal)
  - Jekaterinburg (consulaat-generaal)
- Servië
  - Belgrado
- Slovenië
  - Ljubljana
- Slowakije
  - Bratislava
- Spanje
  - Madrid
  - Barcelona (consulaat-generaal)
  - Seville (consulaat-generaal)
  - Málaga (buitenpost van de consulaat in Seville)
  - Palma de Mallorca (consulaat)
  - Las Palmas de Gran Canaria (consulaat)

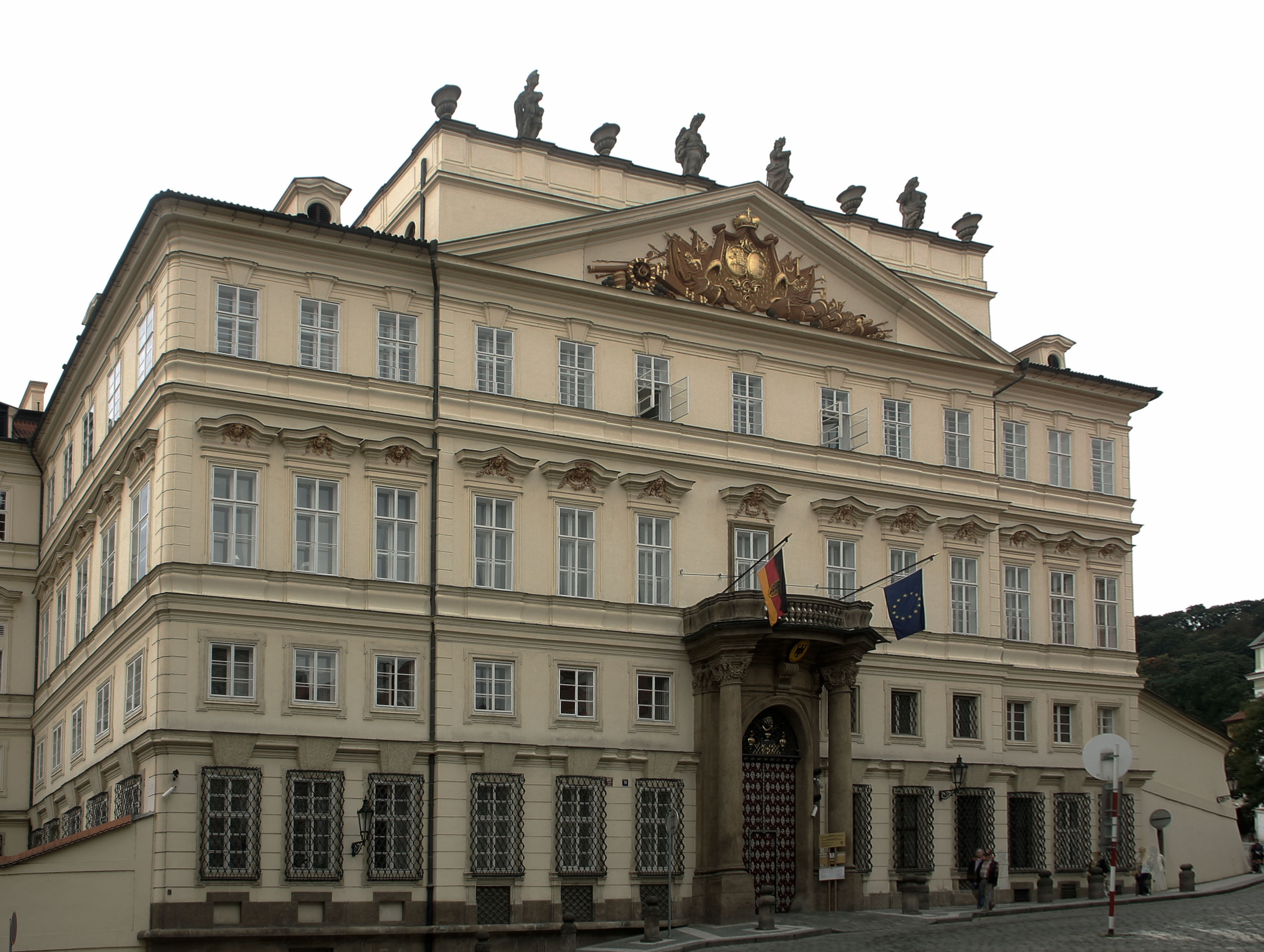
De Duitse ambassade in Praag

- Tsjechië
  - Praag
- Vaticaanstad
- Verenigd Koninkrijk
  - Londen
  - Edinburgh (consulaat-generaal)
- Wit-Rusland
  - Minsk
- Zweden
  - Stockholm
- Zwitserland
  - Bern
  - Genève